# Marinemusikkorps Wilhelmshaven
Das Marinemusikkorps Wilhelmshaven wurde zum 1. Oktober 2019 als regionales Militärmusikkorps der Bundeswehr in Wilhelmshaven aufgestellt. Es ist dem Zentrum Militärmusik der Bundeswehr unterstellt.
Die Aufstellung geht auf einen Beschluss des Haushaltsausschusses des Bundestags zurück, dass Wilhelmshaven als größter Standort der Bundeswehr wieder ein Marinemusikkorps bekommt. Das dort zuvor bestehende Marinemusikkorps Nordsee war 2014 aufgelöst worden, dessen Aufgaben, die ehemaligen Übungsräume in der Ebkeriege-Kaserne als auch das eingelagerte Notenmaterial übernommen wurden. Das Gleiche gilt für am Ort ansässige, zurückgekehrte Musiker, die in der Zwischenzeit in anderen Musikkorps der Bundeswehr Dienst taten und teilweise auch im Marinemusikkorps Nordsee der Ehemaligen musizierten.

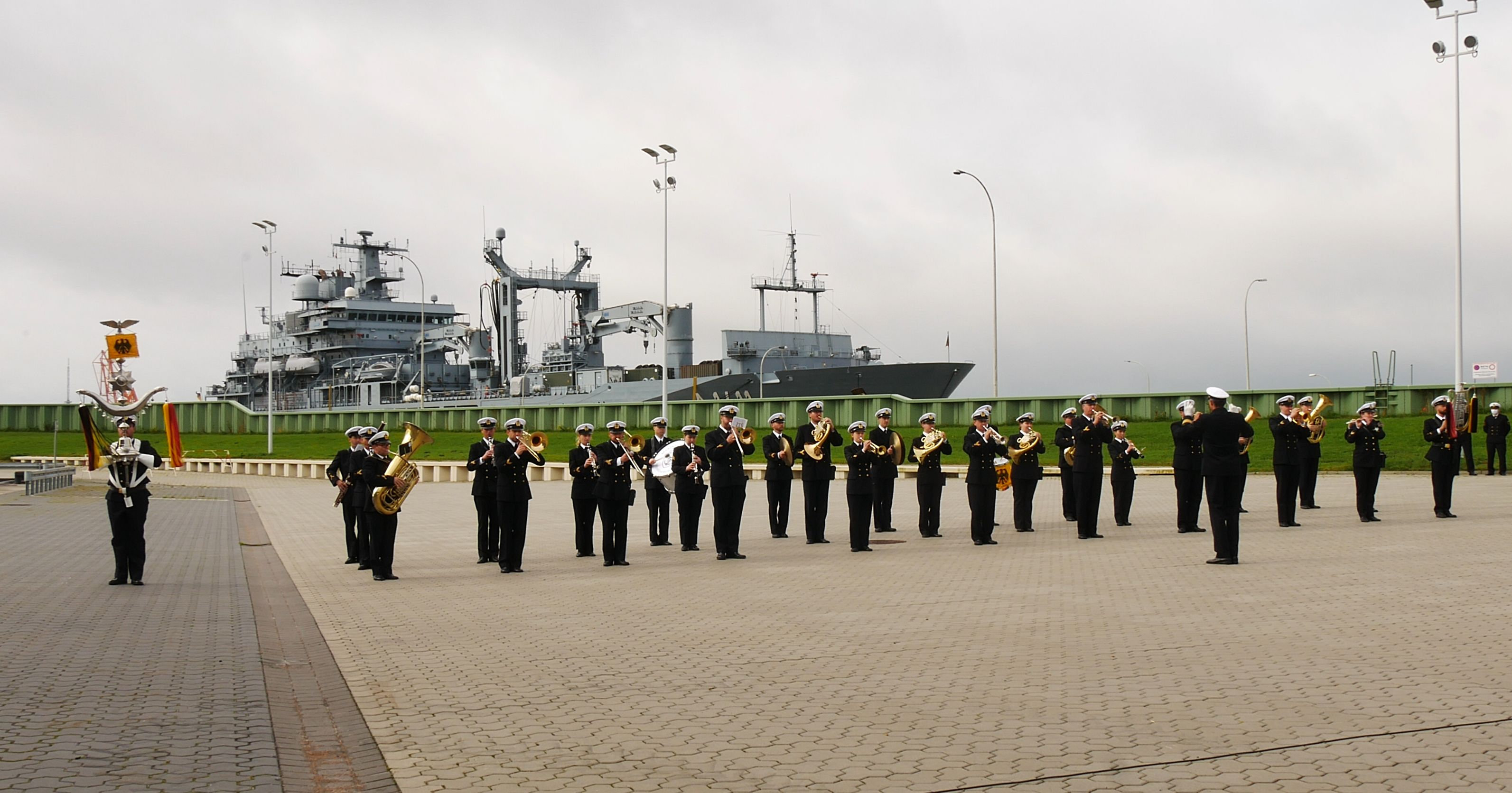
Marinemusikkorps Wilhelmshaven während eines Übergabeappells im September 2021. Im Hintergrund der EGV Berlin.

Bei der Indienststellung am 1. Oktober 2019 hatte das Musikkorps zunächst nur eine eingeschränkte Personalstärke von 22 Personen. Als Zielstärke sind 56 Personen vorgesehen, was dem Standard für Regionalmusikkorps der Bundeswehr entspricht.
Erster Chef des Musikkorps ist Fregattenkapitän Matthias Prock, der zuvor das Heeresmusikkorps Ulm, dort im Dienstgrad Oberstleutnant, leitete. Dem Stabsmusikkorps der Bundeswehr stand er als Stellvertreter vor.
Das Musikkorps nimmt die gleichen Aufgaben an gleichen Orten wahr, wie sein Vorgänger. Dazu gehören die Öffentlichkeitsarbeit der Bundeswehr sowie die musikalische Untermalung militärischer Zeremonielle. Eine der wichtigsten Aufgaben ist die musikalische Begleitung der Verabschiedung und Begrüßung von Kriegsschiffen, die von Wilhelmshaven auf Große Fahrt gehen, zu der auch Angehörige der Besatzung eingeladen werden. Das Spektrum der dargebotenen Musik reicht von der Klassik bis zu Rock und Pop sowie natürlich Militärmärsche.
Öffentliche Auftritte blieben dem Musikkorps anfänglich verwehrt, da die Aufstellung in die Zeit der Corona-Pandemie fiel. Es konnte zuvor lediglich die jährlich sich wiederholende Tradition des Vorgängerkorps aufnehmen und in kleinster Anfangsbesetzung das 34. Neujahrskonzert der Garnisonsstadt am 15. Januar 2020 aufführen. Den ersten Großen Zapfenstreich zelebrierte das Musikkorps anlässlich der Verabschiedung des Inspekteurs der Marine Vizeadmiral Kay-Achim Schönbach am 23. Juni 2022. Beim Wochenende an der Jade im Juli 2022 konnte erstmals vor einem großen zivilen Publikum Open Air gespielt werden. Die erste Teilnahme an einem internationalen Militär-Tattoo erfolgte beim Musikfest der Bundeswehr in Düsseldorf am 24. September 2022. Am 14. November 2022 konnte nach rund dreijähriger Aufbauphase dem Leiter des Militärmusikdienstes der Bundeswehr im Rahmen eines Festaktes die volle Einsatzbereitschaft des Musikkorps gemeldet werden.
Erstmals war das Musikkorps bei der jährlich stattfindenden Woche der Militärmusik 2023 der Bundeswehr, hier mit dem Zusatztitel Nordsee federführend. Sie wurde vom 22. Mai bis 25. Mai 2023 mit sechs Konzerten im Großraum der Garnisonsstadt Wilhelmshaven auf der ostfriesischen Halbinsel gemeinsam mit dem Heeresmusikkorps Hannover, dem Luftwaffenmusikkorps Münster und dem Spielmannszug des Musikkorps der Bundeswehr bestritten.